# تیغ‌پشت
تیغ‌پشت(نام علمی: Tenrecidae) نام یک تیره از راسته حشره‌خوارسانان آفریقایی است.

## گونه‌ها
۴ زیر خانواده ۱۰ سرده و ۳۴ گونه:
FAMILY TENRECIDAE
- Subfamily تیغ‌پشت گوش‌دراز
  - سرده تیغ‌پشت گوش‌دراز
    - تیغ‌پشت گوش‌دراز (Geogale aurita)
- Subfamily تیغ‌پشت‌های برنجی
  - سرده تیغ‌پشت پاپرده‌ای
    - تیغ‌پشت پاپرده‌ای (Limnogale mergulus)

  - سرده سموری‌های کوچک
    - تیغ‌پشت حشره‌خوار دم‌کوتاه (Microgale brevicaudata)
    - تیغ‌پشت حشره‌خوار کوون (Microgale cowani)
    - تیغ‌پشت حشره‌خوار دابسون (Microgale dobsoni)
    - تیغ‌پشت حشره‌خوار دروهارد (Microgale drouhardi)
    - تیغ‌پشت حشره‌خوار دریارد (Microgale dryas)
    - تیغ‌پشت حشره‌خوار رنگ‌پریده (Microgale fotsifotsy)
    - تیغ‌پشت حشره‌خوار رعنا (Microgale gracilis)
    - Microgale grandidieri
    - تیغ‌پشت حشره‌خوار برهنه‌بینی (Microgale gymnorhyncha)
    - تیغ‌پشت حشره‌خوار جنکینز Microgale jenkinsae
    - تیغ‌پشت حشره‌خوار شمالی (Microgale jobihely)
    - تیغ‌پشت حشره‌خوار دم‌دراز کوچک (Microgale longicaudata)
    - Microgale macpheei (extinct)
    - تیغ‌پشت حشره‌خوار دم‌دراز میجر (Microgale majori)
    - تیغ‌پشت حشره‌خوار کوهی (Microgale monticola)
    - تیغ‌پشت حشره‌خوار ناسولو (Microgale nasoloi)
    - تیغ‌پشت حشره‌خوار کوتوله (Microgale parvula)
    - تیغ‌پشت حشره‌خوار دم‌دراز بزرگ (Microgale principula)
    - تیغ‌پشت حشره‌خوار کهین (Microgale pusilla)
    - تیغ‌پشت حشره‌خوار حشره‌خواردندان (Microgale soricoides)
    - تیغ‌پشت حشره‌خوار تایوا (Microgale taiva)
    - تیغ‌پشت حشره‌خوار تالازاک (Microgale talazaci)
    - تیغ‌پشت حشره‌خوار توماس (Microgale thomasi)

  - سرده تیغ‌پشت برنجی
    - تیغ‌پشت برنجی موش‌کوری (Oryzorictes hova)
    - تیغ‌پشت برنجی چهارانگشته (Oryzorictes tetradactylus)
- Subfamily سموریان رودخانه‌ای
  - سرده سموری‌های رودخانه‌ای کوچک
    - حشره‌خوار سموری نیمبا (Micropotamogale lamottei)
    - حشره‌خوار سموری رونزوری (Micropotamogale ruwenzorii)

  - سرده حشره‌خوار سموری بزرگ
    - حشره‌خوار سموری بزرگ (Potamogale velox)
- Subfamily تیغ‌پشتان
  - سرده تیغ‌پشت ژوژکی کوچک
    - تیغ‌پشت ژوژکی کوچک (Echinops telfairi)

  - سرده تیغ‌پشت‌های نواری
    - تیغ‌پشت نواری کوهستان (Hemicentetes nigriceps)
    - تیغ‌پشت نواری دشت (Hemicentetes semispinosus)

  - سرده تیغ‌پشت ژوژکی بزرگ
    - تیغ‌پشت ژوژکی بزرگ (Setifer setosus)

  - سرده تیغ‌پشت بی‌دم
    - تیغ‌پشت بی‌دم (Tenrec ecaudatus)